# TrackONE -IMPACT-
『TrackONE -IMPACT-』(トーンインパクト)は、SixTONESのライブ・ビデオ。2020年10月14日にSony Music Labelsから発売。

## 概要
2020年1月から2月にかけて行われたコンサートツアー『TrackONE -IMPACT-』から、1月7日の横浜アリーナ公演を収録。初回盤と通常盤の2形態が発売され、いずれもDVD盤とBlu-ray盤が存在する。初回盤と通常盤ではパッケージデザインおよびDISC2の特典映像が異なる（※ただし、DVD,Blu-ray共にパッケージデザインは共通）。
初回盤特典には2019年秋に行われたホールツアー『Rough"xxxxxx"』から『TrackONE -IMPACT-』までの一部始終を追ったドキュメンタリーと、メンバーが『TrackONE -IMPACT-』を鑑賞したビジュアルコメンタリーを収録。通常盤特典には2019年11月19日に行われた『Rough"xxxxxx"』東京国際フォーラム公演のダイジェストを収録している。

## チャート成績
10月22日発表のオリコン「週間DVDランキング」、「週間Blu-ray Disc（以下BD）ランキング」共に初登場1位を獲得し、DVD・BDの合算である「ミュージックDVD・BDランキング」でも合計25.5万枚を売り上げて初登場1位を獲得。
2018年10月8日付の欅坂46、2018年12月24日付のKing & Princeに続き、史上3組目の1st音楽映像作品の3部門同時1位獲得を達成した。また、1st音楽映像作品のDVD・BDの初週売上としては当時歴代1位の記録になった。

## 収録内容

### DISC1
※通常盤・初回盤共通。カッコ内は原曲アーティスト（太字を除く）。
TrackONE -IMPACT- 2020.01.07 YOKOHAMA ARENA
1. Rollin'
2. JAPONICA STYLE
3. "Laugh" In the LIFE
4. RAM-PAM-PAM
5. NEW WORLD
6. SUN BURNS DOWN（赤西仁）
7. RIGHT NOW（KAT-TUN）
8. Battery（SMAP）
9. THE D-MOTION（KAT-TUN）
10. KEEP GOING（V6）
11. この星のHIKARI
12. 喜びの歌（KAT-TUN）
13. IN THE STORM
14. Beautiful Life
15. Lovin' U（KAT-TUN）
16. 明日の記憶（嵐）
17. Telephone
18. I.N.P（赤西仁）
19. Right moves（山下智久）
20. Mr.ズドン
21. PARTY'S ON（山下智久）
22. Amazing!!!!!!
23. WILDS OF MY HEART（KAT-TUN）
24. BE CRAZY（Rock Ver.）
25. Imitation Rain

[ENCORE]
1. NEW WORLD
2. "Laugh" In the LIFE
3. 光る、兆し

### DISC2

#### 初回盤
1. DOCUMENT Rough“xxxxxx”～TrackONE -IMPACT-
2. メンバーによる「TrackONE -IMPACT-」ビジュアルコメンタリー

#### 通常盤
- Rough“xxxxxx” 2019.11.19 東京国際フォーラム DIGEST

1. Amazing!!!!!!
2. Jungle
3. Rollin'
4. "Laugh" In the LIFE
5. RAM-PAM-PAM
6. Mr.ズドン
7. Hysteria
8. Night Train
9. JAPONICA STYLE
10. 光る、兆し

[ENCORE]
1. この星のHIKARI